# Ерофеевская Слобода
Ерофеевская Слобода — деревня в Спасском районе Рязанской области. Входит в Перкинское сельское поселение.

## География
Находится в центральной части Рязанской области на расстоянии приблизительно 10 км на запад-юго-запад по прямой от районного центра города Спасск-Рязанский в правобережной части района.

## История
Деревня была отмечена на карте еще 1840 года. На карте 1850 года показана как слобода с 21 двором. В 1859 году здесь (тогда слободка Спасского уезда Рязанской губернии) было учтено 25 дворов, в 1897 — 52.

## Население
Численность населения: 197 человек (1859 год), 506 (1897), 22 в 2002 году (русские 100 %), 22 в 2010.